# Nach der Stunde Null
Nach der Stunde Null ist ein dystopischer Roman des US-Amerikaners Alfred Coppel, der 1960 in amerikanischem Englisch unter dem Titel Dark December und 1966 auf Deutsch in der Übersetzung durch Norbert Wölfl im Wilhelm-Heyne-Verlag erschien.

## Handlung
Der US-amerikanische Major Kenneth Gavin hat in einem soeben beendeten Atomkrieg seiner Nation gegen die Russen von einem Bunker unter einem Gletscher aus mit nuklearen Sprengkörpern gegnerische Ziele zerstört und schlägt sich nach San Francisco durch, wo er seine Frau Sue und seine Tochter Pamela zurückgelassen hat. Seine Kameraden beim Militär haben die Explosionen russischer Atombomben z. T. selbst miterlebt und fühlen sich deshalb immer wieder von ihm abgestoßen. Gavin traut seinen eigenen Leuten nicht mehr. Angewiesen auf J. E. B. Collingwood, einen anderen Major, erfährt er auf einer Fahrt durch die Wälder die lebensmüden Spielchen und die standrechtlichen Exzesse des Kameraden, der durch seine Quälsucht den Artillerie-Offizier Bayles in den Selbstmord treibt. Gavin durchlebt bei August Feldman, einer örtlichen Respektsperson in Klamath Falls, innige Augenblicke, in denen das Mädchen Esther durch sein Geigenspiel die allgegenwärtige Nemesis fast vergessen lässt. Collingwood wird auf Betreiben Gavins eingesperrt, flieht aber und verfolgt Gavin, als dieser in das verstrahlte Sperrgebiet nördlich von San Francisco hineinreitet. Dabei erschießt er ihm das Pferd unterm Leib. Gavin, der vor dem Hintergrund seiner Erlebnisse niemanden mehr töten könnte, rettet dessen ungeachtet die übel zugerichtete, durch den Krieg verwitwete Lorry Fielding vor Vergewaltigern. Er zieht den Knaben Kim an sich, und dieser führt ihn und Lorry zu den beiden Halbstarken Tenner und Rock, die ihn gezwungen haben, für sie stehlen und räubern zu gehen. Die heruntergekommenen jungen Leute martern mit ihren Freundinnen Nicky und Giorgia in einem unübersichtlichen Bruchgelände einen abgestürzten russischen Piloten. Als Gavin diesen zu befreien versucht, fallen sie rücksichtslos über ihn her und ermorden ihren Gefangenen. Gavin stößt in dem fast menschenleeren Antioch auf ein Band mit einigen Worten seiner Tochter, das durch einen behelfsmäßigen Funkdienst verbreitet worden ist; Pamela ist selbst unverletzt, hält aber nicht damit zurück, dass Sue einen außergewöhnlich peinvollen Tod gefunden hat. Gavin, der nicht zuletzt durch die Strahlenkrankheit gezeichnet ist, bricht zusammen und kommt Tage später zwischen Lorry und Kim wieder zu sich, als Collingwood sich diesen mittlerweile erfolgreich für eine Mithilfe bei der Pflege des Delirierenden angedient hat. Collingwood wird für Lorry, Kim und Gavin noch einmal unentbehrlich und bringt den Raketenmann an den Rand des Wahnsinns, als er am Weihnachtstag mit einem Armband auftrumpft, das Gavin Esther Feldman zum Abschied geschenkt hat. An Sinn und Wesen der Zivilisation verzweifelnd, beschließt Gavin zu fliehen; das gelingt ihm samt seinem Anhang, als Collingwood bei dem Versuch verunglückt, seine Opfer über eine teilweise zerstörte Brücke im Überschwemmungsgebiet an der Südspitze der San Francisco Bay zu verfolgen.

## Form
Der Roman gilt als ein Beispiel dafür, wie Coppel nicht von den Helden, sondern von deren Taten bzw. den Umständen und den Ereignissen ausgeht und dadurch den Charakter der Handelnden beleuchtet. Der Leser sieht sich laut Don D’Ammassa deshalb in erster Linie nicht mit demjenigen konfrontiert, was Gavin durchmacht, sondern damit, wie dieser durch das ihm Begegnende immer mehr daran verzweifelt, das Schicksal seiner vermissten Angehörigen aufzudecken.

## Ausgaben
- Erstausgabe (US): Dark December. Fawcett Gold Medal, 1960.
- Ausgabe UK: Dark December. Herbert Jenkins, 1966.
- Übersetzung: Nach der Stunde Null. Übersetzt von Norbert Wölfl. Heyne Science Fiction & Fantasy #3078, 1966. Weitere Ausgabe: Goldmann TB #6686, 1984, ISBN 3-442-06686-7.